# Flughafen Périgueux

i7
i11
i13

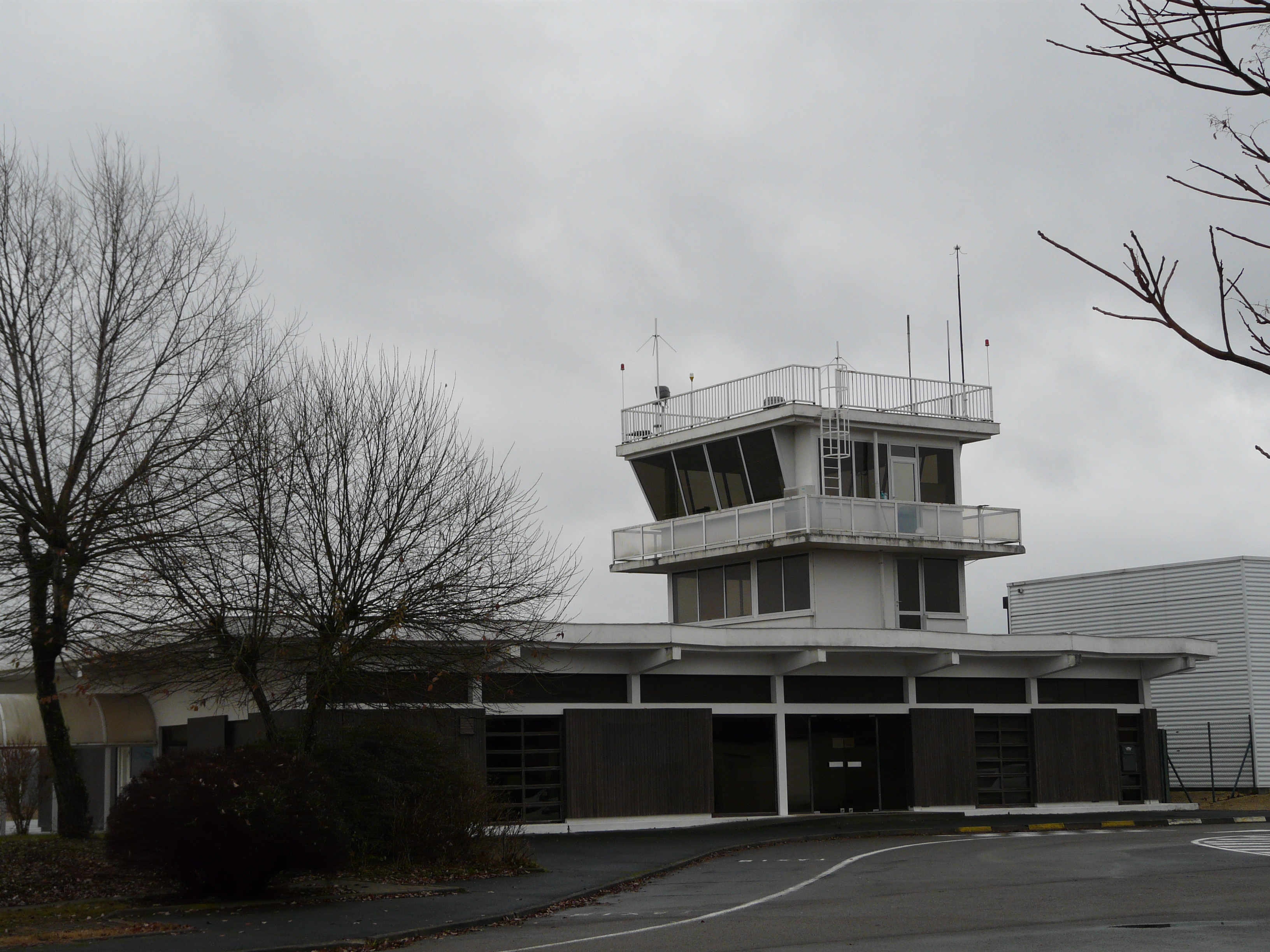
Kontrollturm

Der französische Flughafen Périgueux-Bassillac befindet sich in Südwestfrankreich, in der Region Nouvelle-Aquitaine im Département Dordogne, in der Gemeinde Bassillac et Auberoche. Er liegt zirka 8 km östlich des Stadtzentrum von Périgueux und wird vom Bürgermeisteramt Périgueux verwaltet.

## Vereine und Organisationen
- ASSAP - Aéroclub de Périgueux[2]
- Verein GenAIRation Antonov (Antonow An-2)[3]
- CVVP - Centre de vol à voile du Périgord (Segelflüge)[4]
- Périgord Travail Aérien (Küstenwache, Brandschutz)